# Bad Deutsch-Altenburg

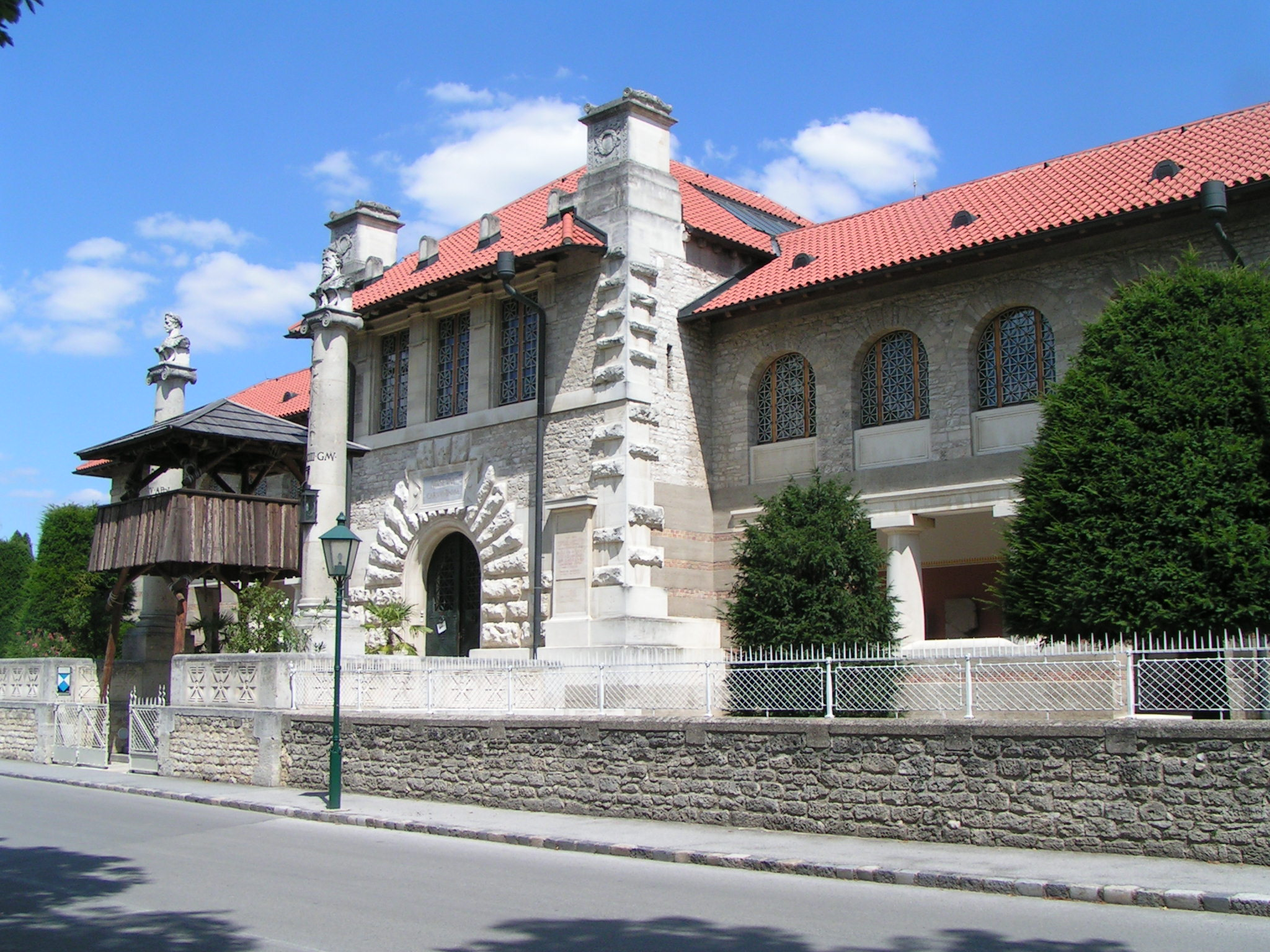
Museum

Bad Deutsch-Altenburg is een gemeente in de Oostenrijkse deelstaat Neder-Oostenrijk, gelegen op de rechteroever van de Donau in het district Bruck an der Leitha. De gemeente heeft ongeveer 1400 inwoners. Het kuuroord ligt in het uiterste noordoosten van het land, in de buurt van de grens met Slowakije en het Burgenland. De plaats draagt de toevoeging Deutsch ter onderscheiding van Ungarisch-Altenburg, thans een deel van de Hongaarse stad Mosonmagyaróvár.
Bij Bad Deutsch-Altenburg bevinden zich de ruïnes van de belangrijke Romeinse Donau-nederzetting Carnuntum.
Even buiten Deutsch-Altenburg staat op een heuvel een romaanse pijlerbasiliek met een gotisch koor: deze kerk van Maria-Tenhemelopneming (Pfarrkirche Maria Himmelfahrt) is een oude pelgrimskerk. De kerk is mogelijk gesticht door de Hongaarse koning Stefanus de Heilige.
Au am Leithaberge · Bad Deutsch-Altenburg · Berg · Bruck an der Leitha · Enzersdorf an der Fischa · Göttlesbrunn-Arbesthal · Götzendorf an der Leitha · Hainburg an der Donau · Haslau-Maria Ellend · Hof am Leithaberge · Höflein · Hundsheim · Mannersdorf am Leithagebirge · Petronell-Carnuntum · Prellenkirchen · Rohrau · Scharndorf · Sommerein · Trautmannsdorf an der Leitha · Wolfsthal
- Bibliothèque nationale de France: cb12336690g (data)
- Gemeinsame Normdatei: 4011576-8
- Library of Congress Control Number: n85012382
- Nationale Bibliotheek van Tsjechië: ge661539
- Nationale Bibliotheek van Israël: 987007562214505171
- Virtual International Authority File: 155768532
- WorldCat: E39PBJtmrbCMmW39FMTpbb9v73